# فندقان
فندقان (به ترکی آذربایجانی: Fındığan) یک منطقهٔ مسکونی در جمهوری آذربایجان است که در شهرستان خیزی واقع شده‌است. فندقان ۴۰۵ نفر جمعیت دارد.